# Maria Gdaniec
Maria Danuta Gdaniec – polska chemiczka, dr hab. nauk chemicznych, profesor nadzwyczajny Zakładu Krystalografii Wydziału Chemii Uniwersytetu im. Adama Mickiewicza w Poznaniu.

## Życiorys
W 1974 ukończyła studia chemiczne na Uniwersytecie Adama Mickiewicza, natomiast 1 maja 1978 uzyskała doktorat, a w 1992 uzyskała habilitację za pracę pt. Krystalochemia gossypolu. 20 maja 2004 została zatrudniona na stanowisku profesora nadzwyczajnego w Zakładzie Krystalografii na Wydziale Chemii Uniwersytetu im. Adama Mickiewicza w Poznaniu oraz jest wykonawcą zadań Komitetu Narodowego do spraw Współpracy z Międzynarodową Unią Krystalografii (IUCr) III Wydziału Nauk Ścisłych i Nauk o Ziemi Polskiej Akademii Nauk.
Jest recenzentem 6 prac habilitacyjnych i 24 prac doktorskich i promotorem kolejnych 3 prac doktorskich.

## Wybrane publikacje
- 1994: Crystal Structure of 2'-deoxycytidine hemidihydrogenphosphate Reveals C+.C Base Pairs and Tight, Hydrogen-bonded (H2PO4-) Infinity Columns, „Journal of Biomolecular Structure and Dynamics”, DOI: 10.1080/07391102.1994.10508069, PMID: 7946075.[1]
- 2004: First Stable O-Amidinylhydroxylamines and Their Transformations into Sulfenamides by Intramolecular 1,5-O-S Amine Migration[1]
- 2007: Quinoxaline-dihydroxyacetic Acid (1/1), „Acta Crystallographica Section E: Structure Reports Online”, DOI: 10.1107/S1600536808010568, PMID: 21202378, PMCID: PMC2961097.[1]
- 2007: Co-crystals of Lodopentafluorobenzene with Nitrogen Donors: 2-D Molecular Assemblies Through Halogen Bonding and Aryl-perfluoroaryl Intractions[1]
- 2010: A new polymorph of benzene-1,2-diamine: isomorphism with 2-aminophenol and two-dimensional isostructurality of polymorphs, „Acta Crystallographica Section C: Crystal Structure Communications”, DOI: 10.1107/S0108270110008474, PMID: 20354310.[1]
- 2010: Synthesis and study of triorganostannyl esters of 3-,4- and 3,5-pyridinylimino substituted aminobenzoic acids: Crystal structures of dimorphs of aqua-trimethyltin 3-pyridinyliminobenzoate[1]
- 2015: Solid-state supramolecular architecture of carbenoxolone - comparative studies with glycyrrhetinic and glycyrrhizic acids[1]